# Албино Фријаса
Албино Фријаса Кардосо (порт. Albino Friaça Cardoso; 20. октобар 1924 — 12. јануар 2009) био је бразилски фудбалер.

## Биографија
Рођен је у Рио де Жанеиру. Током фудбалске каријере наступао је за познате бразилске клубове као што су Васко да Гама, Сао Пауло и Понте-Прета. Освојио је два државна турнира Рија де Жанеира (Лига Кариока 1947, 1952), један државни турнир у Сао Паолу (Лига Паулиста 1949, био и најбољи стрелац) и клупско првенство Јужне Америке (1948). 
За репрезентацију Бразила је наступио 12 пута и постигао један гол. Учествовао је на Светском првенству 1950. године, одигравши четири утакмице. У финалном мечу фазе Светског првенства, који је одигран 16. јула 1950. на стадиону Маракана у Рио де Жанеиру, Уругвај је победио резултатом 2:1 репрезентацију Бразила која је као домаћин била апсолутни фаворит. Меч се сматра једним од највећих изненађења у историји фудбала. Фријаса је постигао водећи гол за Бразил почетком другог полувремена, али је Уругвај преокренуо головима Хуана Скијафина и Алсидеса Гиђе.
Преминуо је у Итаперуни 12. јануара 2009. године у 84. години од компликација повезаних са упалом плућа.

## Трофеји

### Клуб
Васко да Гама
- Лига Кариока: 1945, 1947.
- Клупски шампионат Јужне Америке: 1948.

Сао Пауло
- Лига Паулиста: 1949.

### Репрезентација
- Светско првенство: друго место 1950.
- Панамеричко првенство: злато 1952.